# Edda Montanari
Edda Montanari (Lugo di Romagna, 22 marzo 1940) è una cantante italiana.

## Biografia
Trasferitasi con la famiglia a Cesena, la città in cui cresce, dopo il diploma in economia domestica decide di dedicarsi al canto e si iscrive al Festival di Castrocaro 1958 che vince, ottenendo un contratto discografico con la Fonit; partecipa quindi alla seconda edizione della Sei giorni della canzone con Un pianoforte.
Nel 1959 partecipa al Festival di Zurigo con La primavera nasce dentro il cuor; partecipa inoltre al Festival di Sanremo 1962 con Prima del paradiso.
Qualche anno dopo si ritira dall'attività.

## Discografia

### Album
- 1963: Souvenir di Venezia (Cricket Records, LPK 17002; la Montanari canta la canzone Muci Muci gondolier)

### Singoli
- 1959: Ricordo un blues/La primavera (Fonit Cetra, SP 30654)
- 1959: L'Amore... È il più grande ideale/Napule ca se sceta (Fonit Cetra)
- 1960: Cielo e terra/Un pianoforte (Fonit Cetra, SP 30784)
- 1961: Io amo, tu ami/Il mare nel cassetto (Fonit Cetra, SP 30894)
- 1962: Prima del Paradiso/I colori della felicità (Fonit Cetra, SP 31040)
- 1962: Muci... muci... gondolier/Una preghiera (Fonit Cetra, SP 31069)
- 1962: Senza domani/Un sorriso... due parole (Fonit Cetra, SPF 31090)
- 1962: Cielo/Italiano cha cha cha (Fonit Cetra, SP 31096)

## Discografia fuori dall'Italia

### EP
- 1962: Festival de San Remo 1962 (Iberofon, IB-45-6039; la Montanari canta Prima del Paradiso e I colori della felicità; pubblicato in Spagna)